# Styrian Bears 2012
Questa voce raccoglie le informazioni riguardanti gli Styrian Bears nelle competizioni ufficiali della stagione 2012.

## Austrian Football Division 2 2012

### Stagione regolare
| 1º aprile 2012 1ª giornata | Styrian Bears | 20 – 22 | Red Lions Hall |  |

| 8 aprile 2012 2ª giornata | Budapest Hurricanes | 62 – 0 | Styrian Bears |  |

| 22 aprile 2012 3ª giornata | Sankt Pölten Invaders | 9 – 8 (7-0 2-0 0-0 0-8) | Styrian Bears |  |

| 28 aprile 2012 4ª giornata | Styrian Bears | 28 – 21 (7-8 21-7 0-6 0-0) | Schwaz Hammers |  |

| 12 maggio 2012 5ª giornata | Amstetten Thunder | 32 – 20 (6-7 12-6 8-7 6-0) | Styrian Bears |  |

| 19 maggio 2012 6ª giornata | Styrian Bears | 7 – 44 (0-14 7-9 0-7 0-14) | Cineplexx Blue Devils 2 |  |

### Statistiche di squadra
| Competizione      | %Vittorie | In casa | In casa | In casa | In casa | In casa | In casa | In trasferta | In trasferta | In trasferta | In trasferta | In trasferta | In trasferta | Totale | Totale | Totale | Totale | Totale | Totale |
| Competizione      | %Vittorie | G       | V       | N       | P       | Pf      | Ps      | G            | V            | N            | P            | Pf           | Ps           | G      | V      | N      | P      | Pf     | Ps     |
| ----------------- | --------- | ------- | ------- | ------- | ------- | ------- | ------- | ------------ | ------------ | ------------ | ------------ | ------------ | ------------ | ------ | ------ | ------ | ------ | ------ | ------ |
| Stagione regolare | .167      | 3       | 1       | 0       | 2       | 55      | 87      | 3            | 0            | 0            | 3            | 28           | 103          | 6      | 1      | 0      | 5      | 83     | 190    |
| Totale            | .167      | 3       | 1       | 0       | 2       | 55      | 87      | 3            | 0            | 0            | 3            | 28           | 103          | 6      | 1      | 0      | 5      | 83     | 190    |